# Гіпаніола ковалевського
Гіпаніола ковалевського (Hypaniola kowalewskii) — бентосний кільчастий черв, представник Понто-Каспійського фауністичного комплексу. Розповсюджений в Каспійському, Азовському та Чорному морях, в прилеглих естуарних та лиманних акваторіях, річках даного басейну (Дунай, Дніпро, Дон, та їхніх притоках). Заселяє, в основному, замулені біотопи на глибинах від 0.5 до 12 метрів. На території України північна межа ареалу по Дніпру доходить до Києва (в районі Києва вперше знайдена в 2004 році).
Гіпаніола ковалевського — цінний кормовий ресурс для великої кількості промислових риб, тому в другій половині 20-го століття її активно розселяли в новостворених водосховищах дніпровського каскаду та інших водоймах. Місцями даний вид є масовим, досягаючи щільності поселень до 2.5 тис. особин на квадратний метр.
Вид занесено до Червоної Книги Республіки Молдова. На території України, за деякими даними, він також може потребувати охорони.